# Andover New Street F.C.
Andover New Street F.C. là một câu lạc bộ bóng đá Anh nằm ở Andover, Hampshire. Họ đổi tên này từ tên New Street năm 2001. Câu lạc bộ là thành viên của Hampshire Football Association, và của FA Charter Standard Community Club Hiện tại đội bóng đang thi đấu ở Wessex League Division One.